# Otto Dornblüth
Otto Dornblüth (* 19. März 1860 in Rostock; † 29. Dezember 1922 in Wiesbaden, vollständiger Name Otto Wilhelm Albert Julius Dornblüth) war ein deutscher Arzt und der Begründer und Herausgeber eines medizinischen Wörterbuchs. Das Klinische Wörterbuch wurde unter dem Namen des langjährigen späteren Herausgebers Willibald Pschyrembel (19. bis 254. Auflage) als der Pschyrembel bekannt.

## Leben
Otto Dornblüths Vater Friedrich Dornblüth und Großvater Ludwig Dornblüth waren ebenfalls Ärzte. Ab Ostern 1879 studierte er Humanmedizin an den Universitäten Rostock, Tübingen, München und ab Oktober 1881 wieder Rostock.
Nach Abschluss seiner Studien und einer Zeit als Assistenzarzt der Rostocker Medizinischen und der Münchener Psychiatrischen Klinik wurde er 1886 Leiter einer Pflegeanstalt der Provinz Schlesien im damals schlesischen Freiburg. Er gab 1894 das 148 Seiten starke Wörterbuch der klinischen Kunstausdrücke heraus. Seine Idee war, die gebräuchlichsten medizinischen Fremd- und Fachwörter in einem Wörterbuch mit kurzer Angabe zur Ableitung und Bedeutung der Wörter zusammenzufassen. Hierbei sollten insbesondere diejenigen Wörter berücksichtigt werden, die in den gängigen Nachschlagwerken nicht oder zumindest nicht in ihrer medizinischen Bedeutung erfasst wurden. Das Wörterbuch war kein umfassendes medizinisches Wörterbuch, sondern beschränkte sich auf die in der medizinischen und klinischen Praxis bedeutsamen Begriffe. Es erreichte bald eine gewisse Verbreitung. 1901 erschien das Werk unter dem Titel Klinisches Wörterbuch (Untertitel: Die Kunstausdrücke der Medizin) in zweiter Auflage, später mit dem Titelzusatz mit klinischen Syndromen. Die Bezeichnung Klinisches Wörterbuch führt das von ihm begründete Werk noch heute.

## Veröffentlichungen
- Die Arzneimittel der heutigen Medizin mit therapeutischen Notizen, zusammengestellt für praktische Ärzte und Studierende der Medizin. 10. Auflage. Kabitzsch, Würzburg 1906. Digitalisierte Ausgabe der Universitäts- und Landesbibliothek Düsseldorf.
- Arzneimittel der heutigen Medizin mit therapeutischen Notizen, zusammengestellt für praktische Ärzte und Studierende der Medizin. Kabitzsch, Leipzig 1919. Digitalisierte Ausgabe der Universitäts- und Landesbibliothek Düsseldorf.
- Klinisches Wörterbuch (E-Text der 13./14. Auflage, Berlin und Leipzig 1927).